# Saint-Aubin-de-Terregatte
Pour les articles homonymes, voir Saint-Aubin.
Saint-Aubin-de-Terregatte est une commune française, située dans la région de la Normandie et le département de la Manche.

### Localisation

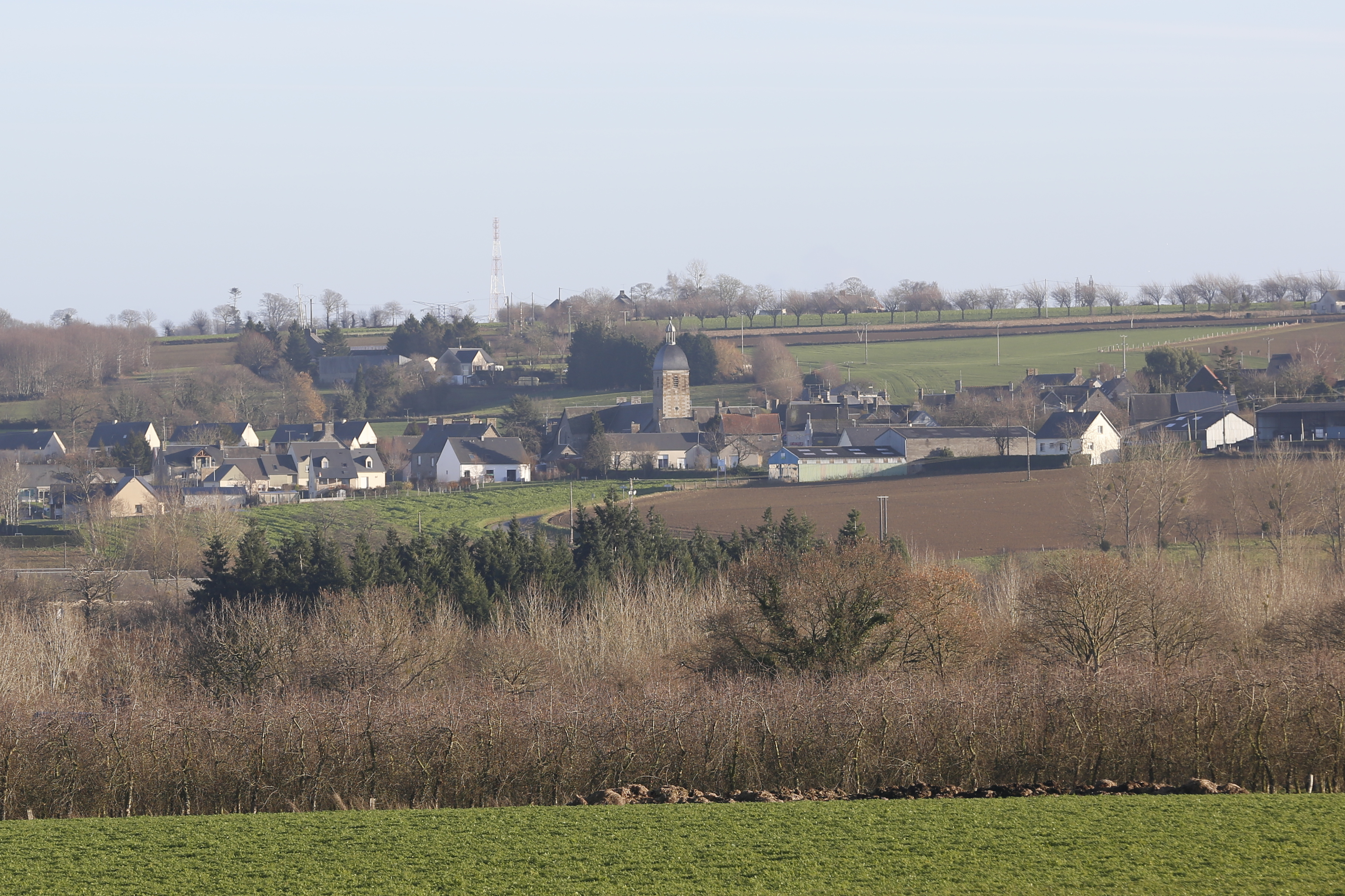
Vue générale.

## Géographie

### Communes limitrophes
Les communes limitrophes sont  Ducey-Les Chéris, Juilley, Montjoie-Saint-Martin, Poilley, Saint-Georges-de-Reintembault, Saint-Laurent-de-Terregatte et Saint-Senier-de-Beuvron.
| Poilley Juilley                               | Poilley, Ducey-Les Chéris (comm. dél. de Ducey)                        | Saint-Laurent-de-Terregatte                                                  |
| Saint-Senier-de-Beuvron                       | Saint-Aubin-de-Terregatte                                              | Saint-Laurent-de-Terregatte                                                  |
| Saint-Senier-de-Beuvron Montjoie-Saint-Martin | Montjoie-Saint-Martin, Saint-Georges-de-Reintembault (Ille-et-Vilaine) | Saint-Laurent-de-Terregatte, Saint-Georges-de-Reintembault (Ille-et-Vilaine) |

### Géologie et relief
La superficie de la commune est de 20,96 km2 ; son altitude varie de 12  à   181 m.

### Hydrographie
La commune est située dans le bassin Seine-Normandie. Elle est drainée par la Sélune, le Beuvron, le ruisseau de Livet, le cours d'eau 01 de Dougeras, le cours d'eau 01 de la Videlais, le cours d'eau 01 de Mortvieux, le cours d'eau 01 du Haut Aunay, le fossé 01 de Gué Allais, le fossé 01 de la Béchetière, le fossé 01 de la Séclais, le fossé 01 de l'Échardière, le fossé 01 de Signy, le fossé 01 des Coins, le fossé 01 des Rochelles, le fossé 02 des Fourneaux, le fossé 09 du Plessis et divers autres petits cours d'eau,.
La Sélune, d'une longueur de 85 km, prend sa source dans la commune de Saint-Cyr-du-Bailleul et se jette  dans la Sée en limite de Courtils et de Vains, après avoir traversé 15 communes. Les caractéristiques hydrologiques de la Sélune sont données par la station hydrologique située sur la commune de Ducey-Les Chéris. Le débit moyen mensuel est de 11,1 m3/s. Le débit moyen journalier maximum est de 89,4 m3/s, atteint lors de la crue du 26 janvier 1995. Le débit instantané maximal est quant à lui de 94,5 m3/s, atteint le 28 janvier 1995.

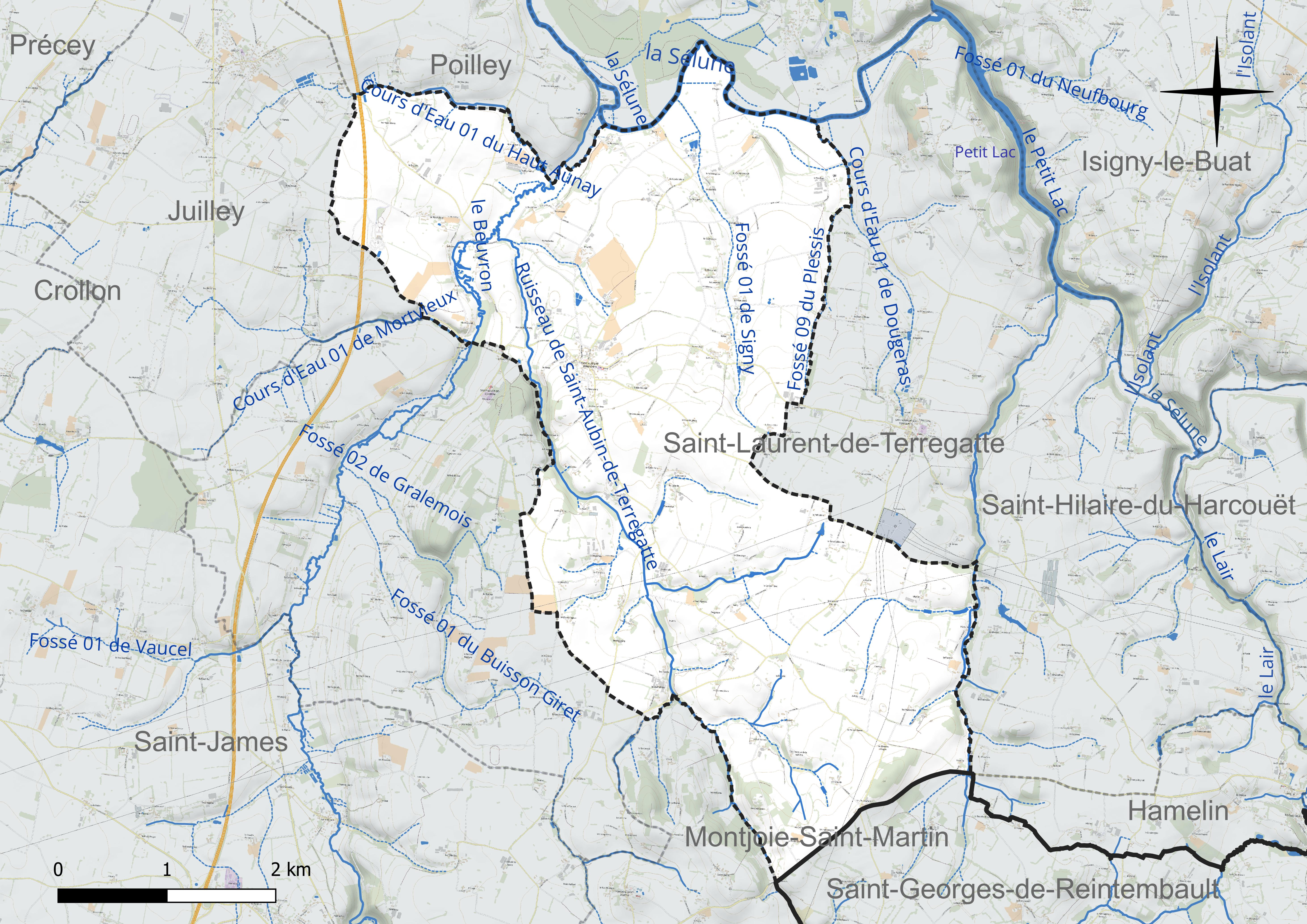
Réseau hydrographique de Saint-Aubin-de-Terregatte.

Le Beuvron, d'une longueur de 31 km, prend sa source dans la commune de Parigné et se jette  dans la Sélune à Ducey-Les Chéris, après avoir traversé onze communes. Les caractéristiques hydrologiques du Beuvronsur la commune de Saint-Senier-de-Beuvron. Le débit moyen mensuel est de 1,18 m3/s. Le débit moyen journalier maximum est de 10,5 m3/s, atteint lors de la crue du 25 mars 2001. Le débit instantané maximal est quant à lui de 21,9 m3/s, atteint le 27 juillet 2013.

### Climat
Pour des articles plus généraux, voir Climat de la Normandie et Climat de la Manche.
En 2010, le climat de la commune est de type climat océanique franc, selon une étude du CNRS s'appuyant sur une série de données couvrant la période 1971-2000. En 2020, Météo-France publie une typologie des climats de la France métropolitaine dans laquelle la commune est exposée à un climat océanique et est dans la région climatique Bretagne orientale et méridionale, Pays nantais, Vendée, caractérisée par une faible pluviométrie en été et une bonne insolation. Parallèlement le GIEC normand, un groupe régional d’experts sur le climat, différencie quant à lui, dans une étude de 2020, trois grands types de climats pour la région Normandie, nuancés à une échelle plus fine par les facteurs géographiques locaux. La commune est, selon ce zonage, exposée à un « climat maritime », correspondant au Cotentin et à l'ouest du département de la Manche, frais, humide et pluvieux, où les contrastes pluviométrique et thermique sont parfois très prononcés en quelques kilomètres quand le relief est marqué.
Pour la période 1971-2000, la température annuelle moyenne est de 11 °C, avec une amplitude thermique annuelle de 12,5 °C. Le cumul annuel moyen de précipitations est de 872 mm, avec 13,7 jours de précipitations en janvier et 8,2 jours en juillet. Pour la période 1991-2020, la température moyenne annuelle observée sur la station météorologique la plus proche, située sur la commune de Pontorson à 15 km à vol d'oiseau, est de 11,9 °C et le cumul annuel moyen de précipitations est de 821,3 mm,. Pour l'avenir, les paramètres climatiques de la commune estimés pour 2050 selon différents scénarios d’émission de gaz à effet de serre sont consultables sur un site dédié publié par Météo-France en novembre 2022.

## Urbanisme

### Typologie
Au 1er janvier 2024, Saint-Aubin-de-Terregatte est catégorisée commune rurale à habitat très dispersé, selon la nouvelle grille communale de densité à sept niveaux définie par l'Insee en 2022. Elle est située hors unité urbaine et hors attraction des villes,.

### Occupation des sols

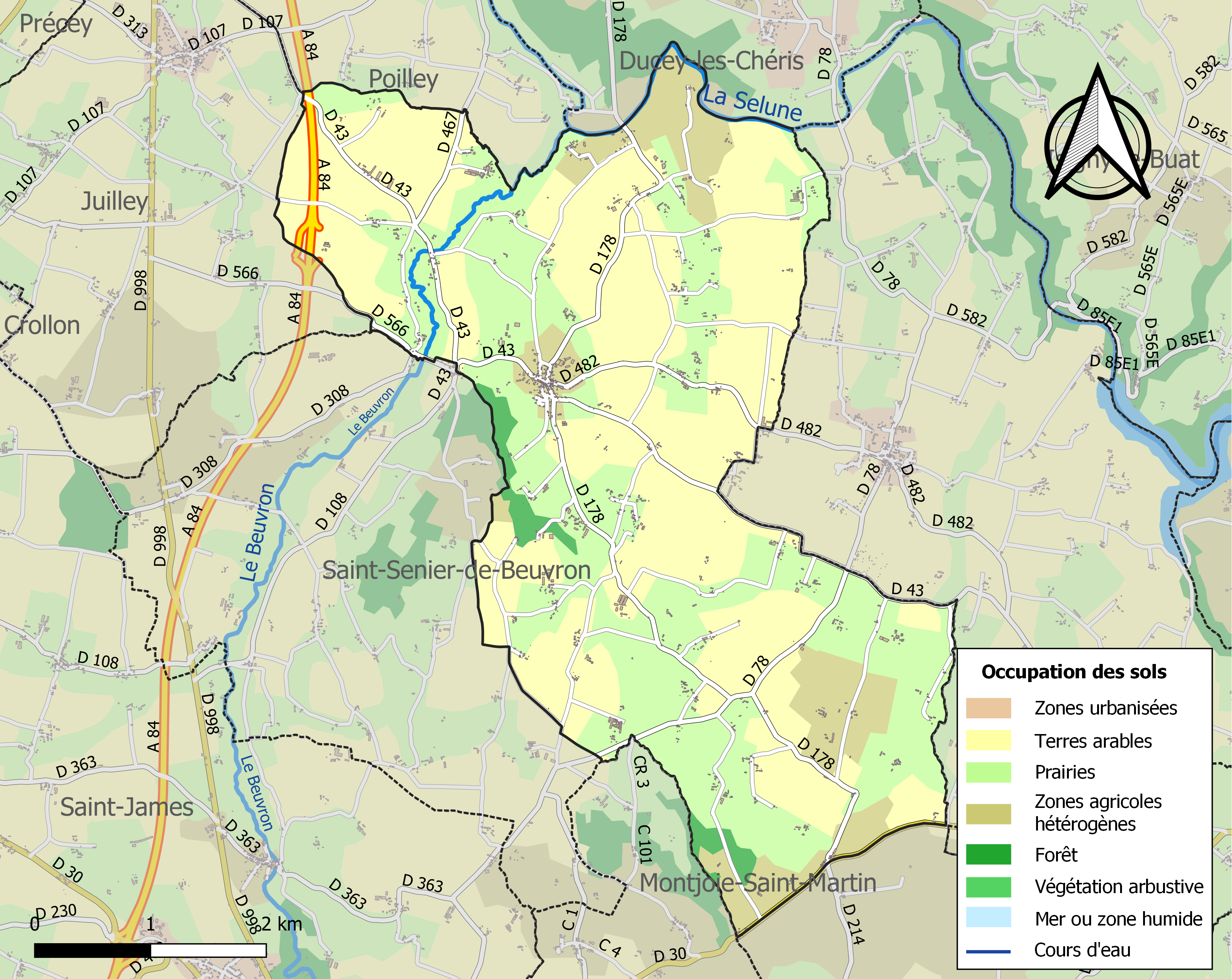
Carte des infrastructures et de l'occupation des sols de la commune en 2018 (CLC).

L'occupation des sols de la commune, telle qu'elle ressort de la base de données européenne d’occupation biophysique des sols Corine Land Cover (CLC), est marquée par l'importance des territoires agricoles (98,2 % en 2018), une proportion identique à celle de 1990 (98,2 %). La répartition détaillée en 2018 est la suivante : terres arables (49 %), prairies (38,1 %), zones agricoles hétérogènes (11,1 %), forêts (1,8 %). L'évolution de l’occupation des sols de la commune et de ses infrastructures peut être observée sur les différentes représentations cartographiques du territoire : la carte de Cassini (XVIIIe siècle), la carte d'état-major (1820-1866) et les cartes ou photos aériennes de l'IGN pour la période actuelle (1950 à aujourd'hui).

### Habitat et logement
En 2020, le nombre total de logements dans la commune était de 387, alors qu'il était de 382 en 2015 et de 375 en 2010.
Parmi ces logements, 76,5 % étaient des résidences principales, 8,3 % des résidences secondaires et 15,2 % des logements vacants. Ces logements étaient pour 96,1 % d'entre eux des maisons individuelles et pour 3,6 % des appartements.
Le tableau ci-dessous présente la typologie des logements à Saint-Aubin-de-Terregatte en 2020 en comparaison avec celle de la Manche et de la France entière. Une caractéristique marquante du parc de logements est ainsi la faible proportion des résidences secondaires et logements occasionnels (8,3 %) par rapport au département (14,9 %) et à la France entière (9,7 %).
| Typologie                                               | Saint-Aubin-de-Terregatte | Manche | France entière |
| ------------------------------------------------------- | ------------------------- | ------ | -------------- |
| Résidences principales (en %)                           | 76,5                      | 76,8   | 82,1           |
| Résidences secondaires et logements occasionnels (en %) | 8,3                       | 14,9   | 9,7            |
| Logements vacants (en %)                                | 15,2                      | 8,3    | 8,2            |

### Voies de communication et transports

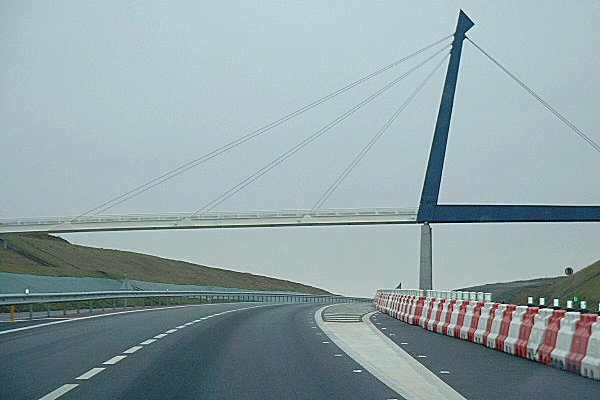
L'autoroute A84.

L'aire de service de la Baie du Mont Saint-Michel de l'autoroute A84 est implantée à l’extrémité ouest de la commune.

## Toponymie
Le nom de la localité est attesté sous la forme ecclesia de Sancto Albino en 1369 et 1370.
La paroisse et l'église sont dédiées à Aubin d'Angers.
L'ancien toponyme Terregatte apparaît dans le nom de deux communes : Saint-Aubin-de-Terregatte et Saint-Laurent-de-Terregatte.
Formé de terre et du latin gast « inculte » ou « non encore cultivé ».
Le gentilé est Saint-Aubinais.

## Histoire
Norman d'Adreciou d'Arcie originaire de Terregatte est cité par les historiens locaux comme faisant partie des compagnons de Guillaume le Conquérant et est inscrit dans le Domesday Book avec des terres dans le Lincolnshire qui formèrent la baronnie de Norton.

## Politique et administration

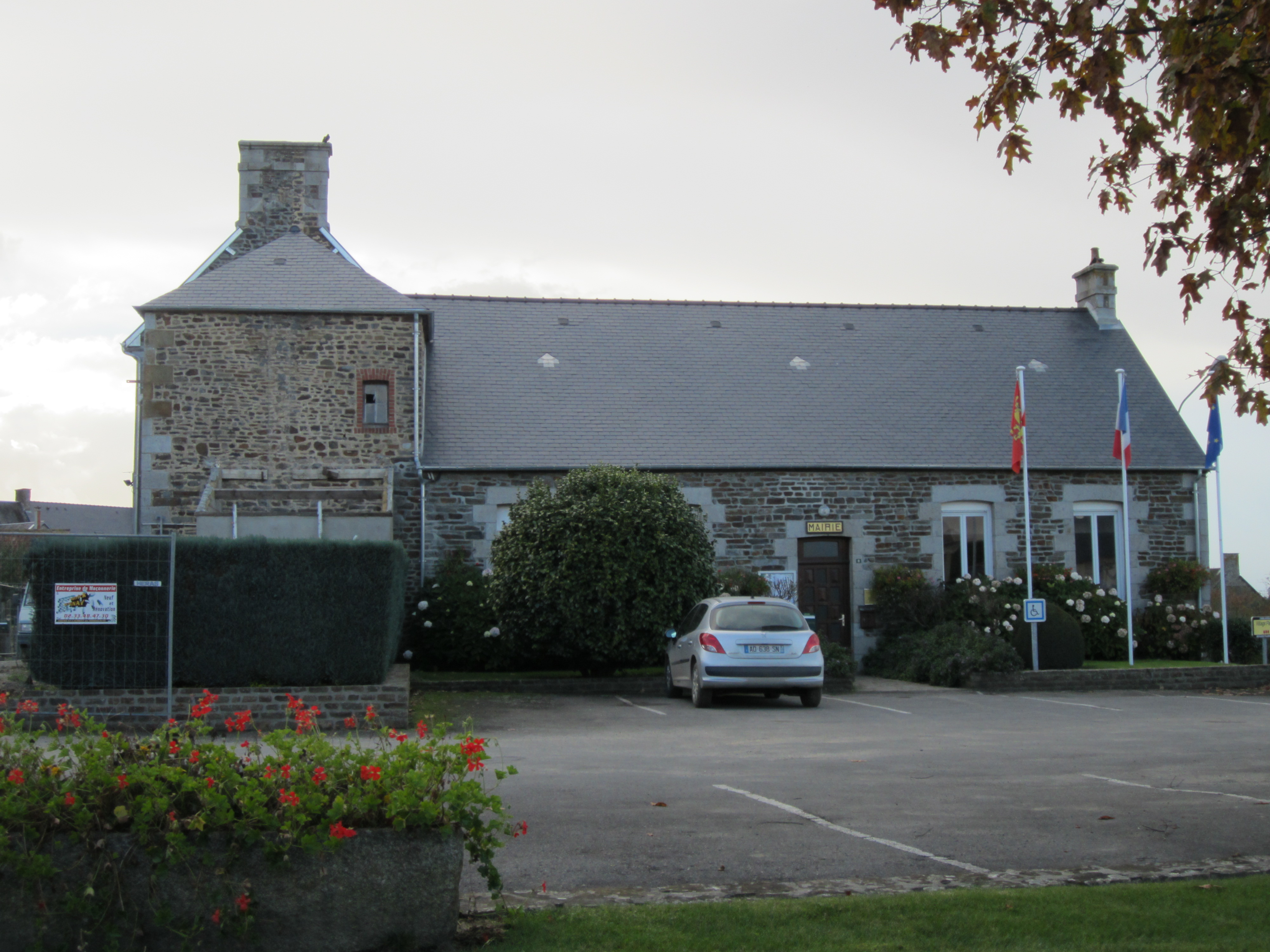
La mairie.

### Rattachements administratifs et électoraux

#### Rattachements administratifs
La commune se trouve dans l'arrondissement d'Avranches du département de la Manche.
Elle faisait partie depuis 1793 du canton de Saint-James. Dans le cadre du redécoupage cantonal de 2014 en France, cette circonscription administrative territoriale a disparu, et le canton n'est plus qu'une circonscription électorale.

#### Rattachements électoraux
Pour les élections départementales, la commune fait partie depuis 2014 du canton de Saint-Hilaire-du-Harcouët
Pour l'élection des députés, elle fait partie de la deuxième circonscription de la Manche.

### Intercommunalité
Saint-Aubin-de-Terregatte était membre de la petite communauté de communes de Saint-James, un établissement public de coopération intercommunale (EPCI) à fiscalité propre créé en 1993 et auquel la commune avait transféré un certain nombre de ses compétences, dans les conditions déterminées par le code général des collectivités territoriales.
Dans le cadre des dispositions de la loi portant nouvelle organisation territoriale de la République du 7 août 2015, qui prévoit que les établissements publics de coopération intercommunale (EPCI) à fiscalité propre doivent avoir un minimum de 15 000 habitants, cette intercommunalité a fusionné avec ses voisines pour former, le 1er janvier 2017, la communauté d'agglomération Mont-Saint-Michel-Normandie, dont est désormais membre la commune.

### Liste des maires
| Période                                  | Période          | Identité               | Étiquette | Qualité |
| ---------------------------------------- | ---------------- | ---------------------- | --------- | --- |
| Les données manquantes sont à compléter. |                  |                        |           | |
| 1797                                     | 1810             | François Desmier       |           | |
| 1810                                     | 1815             | Jean-Baptiste Trochon  |           | |
| 1815                                     | 1817             | Louis Chevallier       |           | |
| 1817                                     | 1824             | Auguste Abraham Dubois |           | |
| 1824                                     | 1830             | Michel Portier         |           | |
| 1830                                     | 1834             | Ambroise Besnard       |           | |
| 1834                                     | 1836             | Emmanuel Boyeldieu     |           | |
| 1836                                     | 1848             | Constant Desmier       |           | |
| 1848                                     | 1852             | Pierre Fontaine        |           | |
| 1852                                     | 1859             | Louis Chevallier       |           | |
| 1859                                     | 1862             | Pierre Chauvois        |           | |
| 1862                                     | 1865             | Louis Delaroche        |           | |
| 1865                                     | 1870             | Joseph Portier         |           | |
| 1870                                     | 1872             | Louis Delaroche        |           | |
| 1872                                     | 1874             | Louis Chevallier       |           | |
| 1874                                     | 1881             | Victor Chevallier      |           | |
| 1881                                     | 1884             | Jean Sillard           |           | |
| 1884                                     | 1888             | Pierre Hélie           |           | |
| 1888                                     | 1920             | Jean-Marie Lusley      |           | |
| 1920                                     | 1921             | Eugène Morel           |           | |
| 1921                                     | 1926             | Arsène Lechat          |           | |
| 1926                                     | 1935             | Arsène Fillâtre        |           | |
| 1935                                     | 1945             | François Garnier       |           | |
| 1945                                     | 1947             | Pierre Maigné          |           | |
| 1947                                     | 27 novembre 1953 | Pierre Gautier         |           | |
| janvier 1953                             | avril 1953       | Lucien Poirier         |           | Agriculteur |
| avril 1953                               | 1977             | François Fillâtre      |           | Agriculteur |
| 1977                                     | mars 2001        | Pierre Jaunet          |           | Cordonnier |
| mars 2001                                | mai 2020         | Jean-Pierre Carnet     |           | Agriculteur Président de la CC de Saint-James (2014 → 2017) Vice-président de la CA Mont-Saint-Michel-Normandie (2017 → 2020) Officier du Mérite agricole |
| mai 2020                                 | En cours         | Christian Morel        |           | Agriculteur |

## Équipements et services publics

### Espaces publics
La commune est un village fleuri (trois fleurs) au concours des villes et villages fleuris.

## Population et société

### Démographie
L'évolution du nombre d'habitants est connue à travers les recensements de la population effectués dans la commune depuis 1793. Pour les communes de moins de 10 000 habitants, une enquête de recensement portant sur toute la population est réalisée tous les cinq ans, les populations de référence des années intermédiaires étant quant à elles estimées par interpolation ou extrapolation. Pour la commune, le premier recensement exhaustif entrant dans le cadre du nouveau dispositif a été réalisé en 2005.

En 2022, la commune comptait 651 habitants, en évolution de −5,1 % par rapport à 2016 (Manche : −0,31 %, France hors Mayotte : +2,11 %).
| 1793  | 1800  | 1806  | 1821  | 1831  | 1836  | 1841  | 1846  | 1851  |
| ----- | ----- | ----- | ----- | ----- | ----- | ----- | ----- | ----- |
| 2 026 | 1 828 | 2 036 | 1 923 | 1 871 | 1 891 | 1 938 | 1 930 | 1 875 |

| 1856  | 1861  | 1866  | 1872  | 1876  | 1881  | 1886  | 1891  | 1896  |
| ----- | ----- | ----- | ----- | ----- | ----- | ----- | ----- | ----- |
| 1 761 | 1 705 | 1 740 | 1 628 | 1 578 | 1 525 | 1 497 | 1 406 | 1 393 |

| 1901  | 1906  | 1911  | 1921  | 1926  | 1931  | 1936  | 1946  | 1954  |
| ----- | ----- | ----- | ----- | ----- | ----- | ----- | ----- | ----- |
| 1 266 | 1 280 | 1 238 | 1 119 | 1 128 | 1 057 | 1 076 | 1 040 | 1 030 |

| 1962 | 1968 | 1975 | 1982 | 1990 | 1999 | 2005 | 2006 | 2010 |
| ---- | ---- | ---- | ---- | ---- | ---- | ---- | ---- | ---- |
| 961  | 908  | 741  | 654  | 591  | 563  | 678  | 684  | 711  |

| 2015 | 2020 | 2022 | - | - | - | - | - | - |
| ---- | ---- | ---- | - | - | - | - | - | - |
| 685  | 650  | 651  | - | - | - | - | - | - |

### Sports et loisirs
- Football : Entente sportive Terregatte-Beuvron-Juilley, club regroupant les communes de Saint-Aubin-de-Terregatte, Saint-Laurent-de-Terregatte, Saint-Senier-de-Beuvron et Juilley.
- Tennis : club de tennis, regroupant les communes de Saint-Aubin-de-Terregatte, Saint-Laurent-de-Terregatte, Saint-Senier-de-Beuvron et Saint-James.

## Économie

### Commerce et artisanat
- Fabrication de cidre, de calvados.
- Élevage de chevaux.
- Centre-bourg : une épicerie-boulangerie, un café relais Poste, un salon de coiffure, une agence immobilière et un cabinet infirmier libéral à domicile.
- Les rosiers de Saint-Aubin.
- Une entreprise de plomberie chauffage électricité dont le siège est situé à Saint-James.

## Culture locale et patrimoine

### Lieux et monuments
- Église Saint-Aubin datée des XVIIe, XIXe – XXIe siècles et arborant un style XVIe avec son clocher rénové au début du XXIe. Elle abrite un calice et sa patène classés en 1975 au titre objet aux monuments historiques[45], ainsi qu'un maître-autel et retable du XVIIe, des fonts baptismaux du XVIe, un bas-relief du XVIIe, une Vierge à l'Enfant du XVIIe, des statues du XVIe dont celle de saint Aubin, une verrière du XXe de Charles Lorin et une peinture murale figurant la Première Guerre mondiale avec les noms des poilus[36].
- Calvaire en granit.
- Croix de chemin du XIXe siècle.
- Manoir de Dougeru et son colombier des XVIe – XVIIe siècles inscrit au titre des monuments historiques par arrêté du 29 mars 1991[46]. Il fut construit en 1578 par Laurent Artur (Arthur), un cadet de la famille, qui bâtit également le transept de l'église. Lors des journées du patrimoine, le parc et la chapelle (récemment rénovée) sont ouverts au public. La chapelle a été détruite au début du XXe siècle et rénovée à la fin du XXe début du XXIe siècle.
- Ferme-manoir du Bas-Aunais, située sur un ancien chemin montois.
- Ferme-manoir de La Chauvinière, située près du manoir de Dougeru.
- Manoir de Mirande des XIVe – XVIe siècles. La demeure, située à 1 km au nord, sur la rive orientale de la D 178, se présente sous la forme d'un logis rectangulaire percé d'une porte en tiers-point, de fenêtres en accolade, et d'une grande fenêtre à croisées[47].
- Manoir de Saint-Aubin du XVe siècle.
- Anciens puits.
- Rives de la Sélune à son confluent avec le Beuvron.

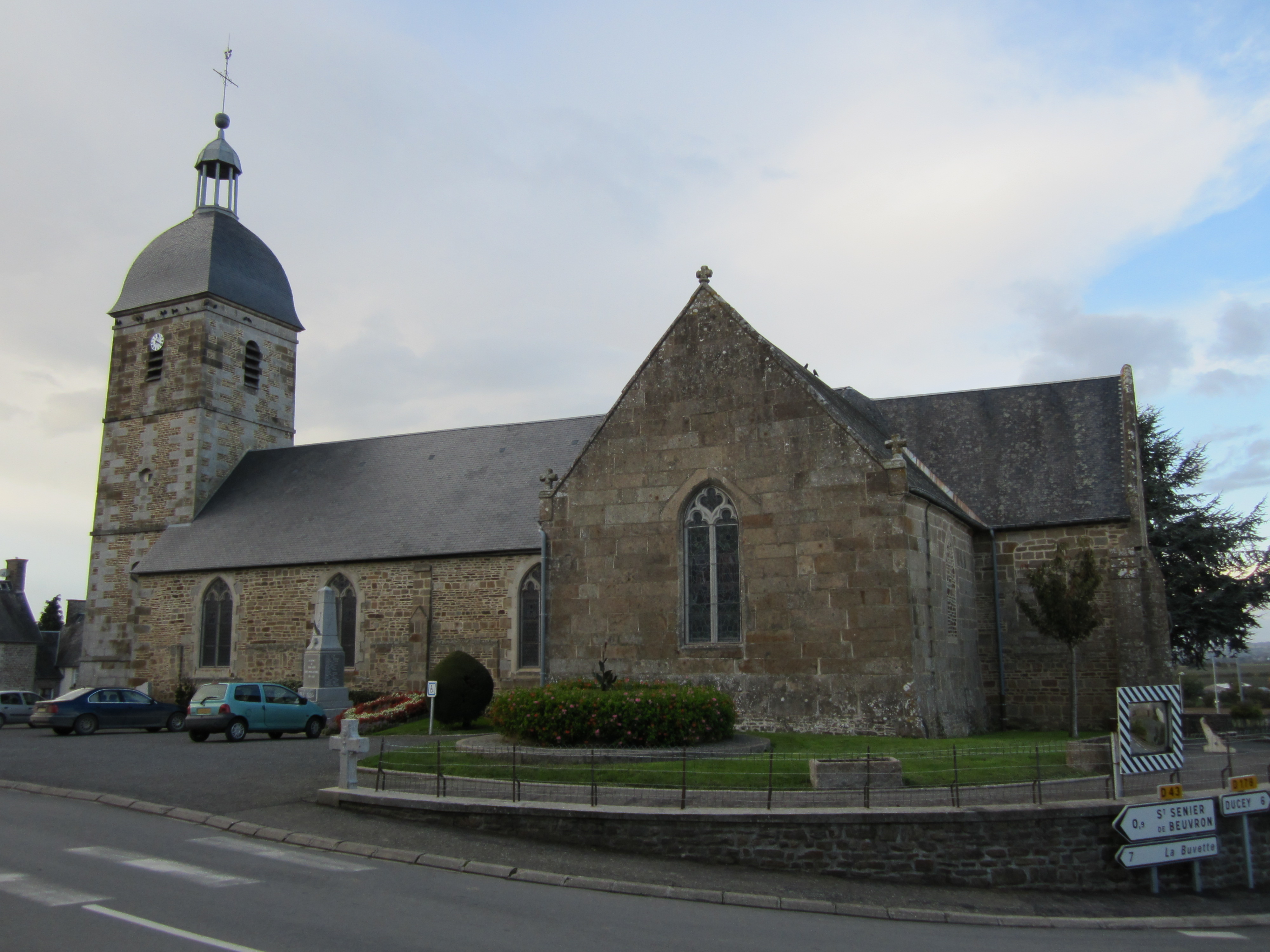
L'église Saint-Aubin...
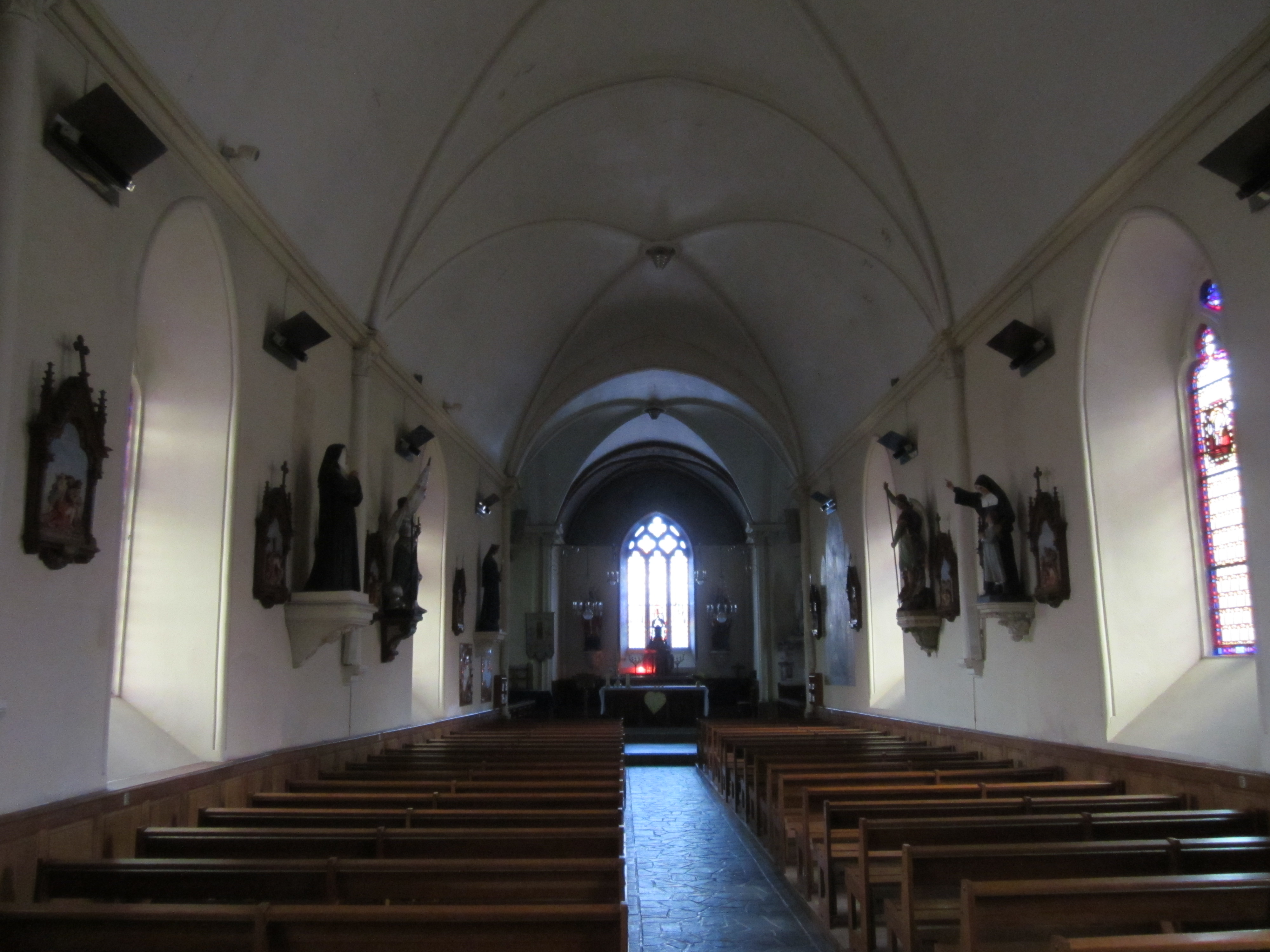
... sa nef...
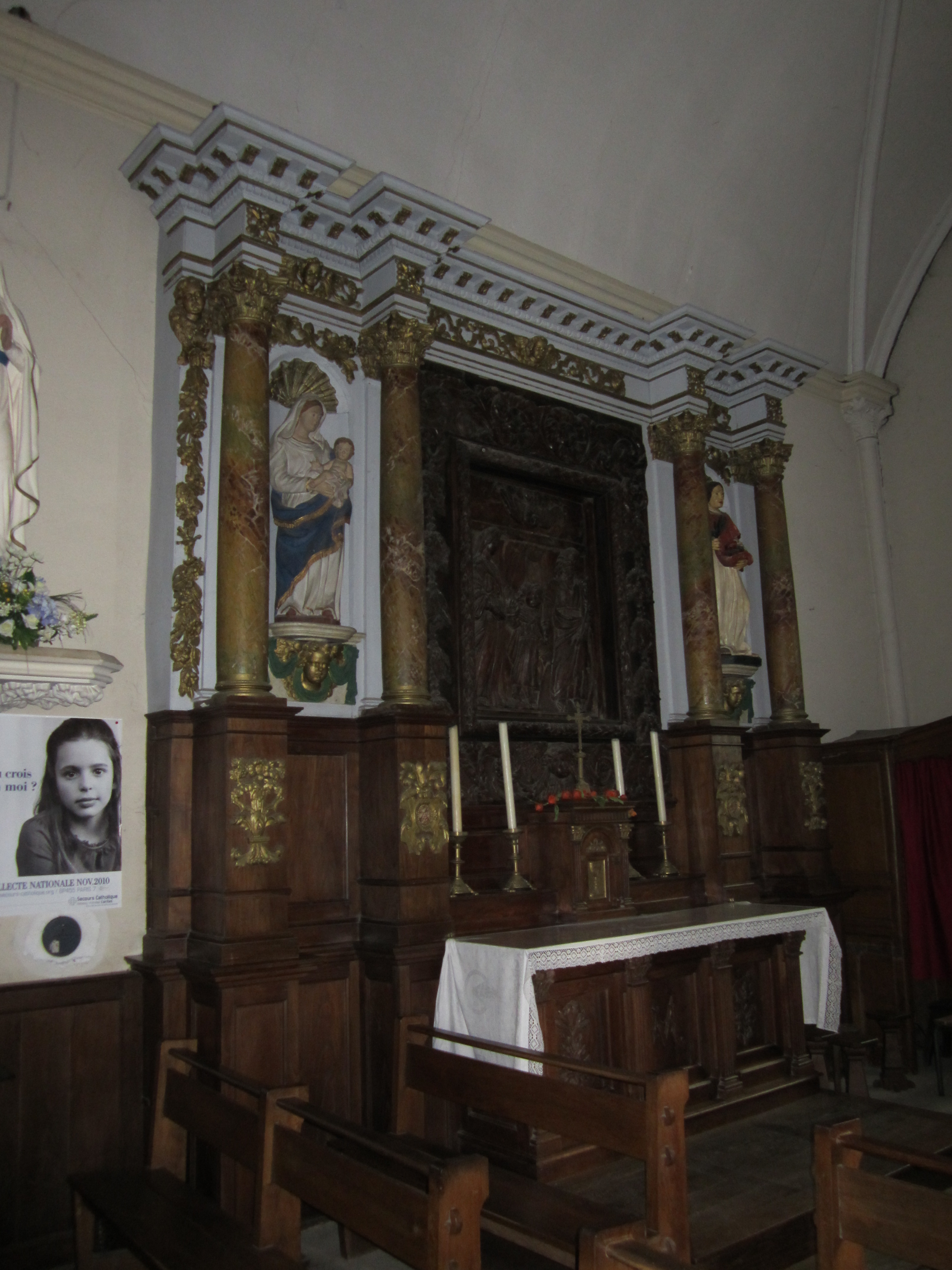
... et un autel secondaire.
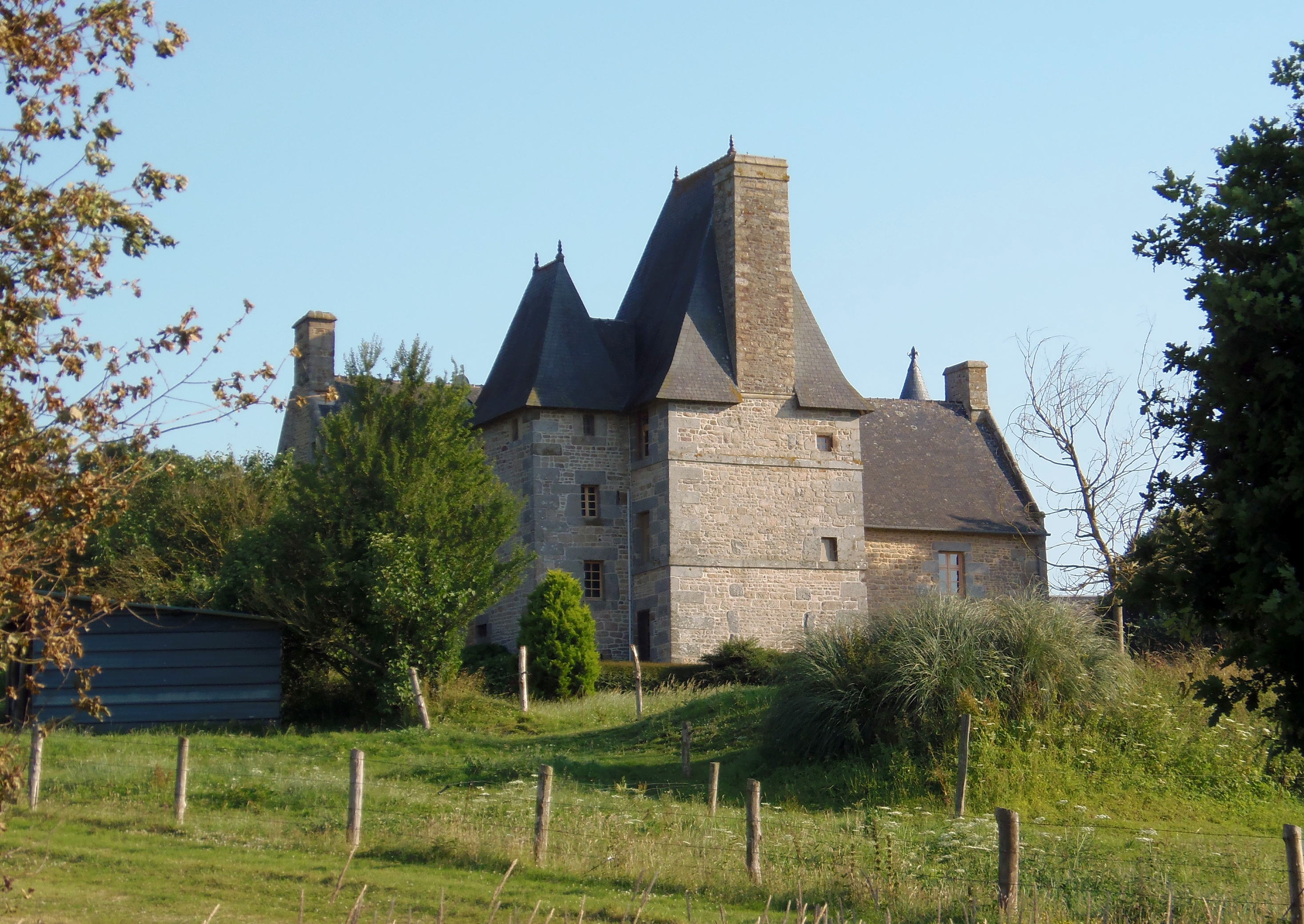
Le manoir de Dougeru.

### Personnalités liées à la commune
- Gérard Macé (né en 1953 à Saint-Aubin), coureur cycliste.